# Francisco de Amaya

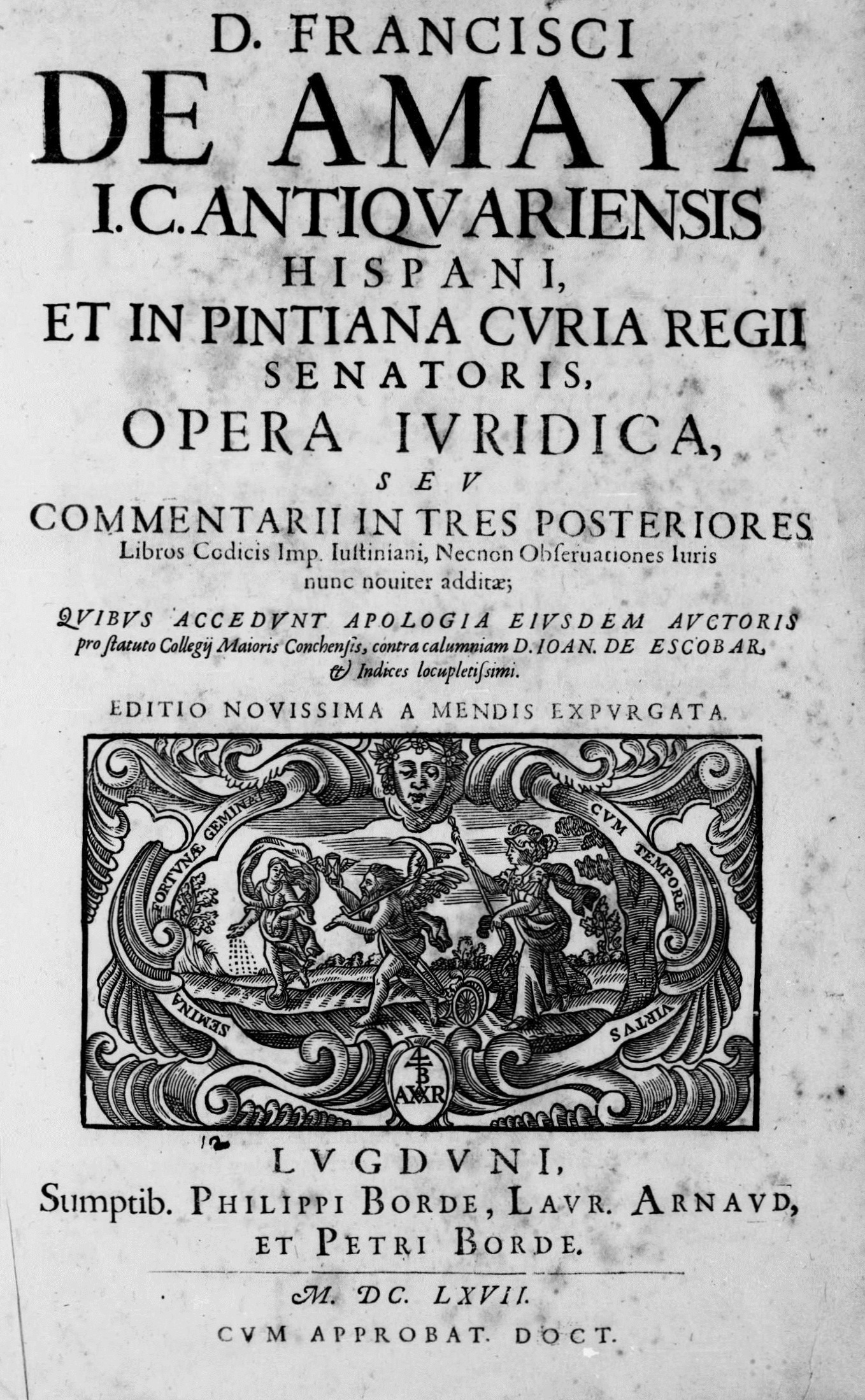
Opera iuridica, 1667

Francisco de Amaya (Malaga, 28 dicembre 1585 circa – Valladolid, 1640 circa) è stato un giurista spagnolo del XV secolo.

## Biografia
Battezzato nella chiesa parrocchiale di San Juan di Antequera il 28 dicembre 1585, Francisco insegnò diritto a Osuna e nel 1617 si trasferì a Salamanca, dove gli fu assegnata una cattedra dello stesso insegnamento.
In seguito fu nominato funzionario di tribunale ("fiscal") della cancelleria di Granada e più tardi consigliere di Valladolid, città nella quale morì intorno al 1640.

## Opere
- D. Francisci de Amaya J.C. antiquarensis Hispani et in Pintiana Curia regii senatoris Opera juridica,..., Lugduni, 1734.
- Desengaños de los bienes humanos,..., Madrid: Melchor Alvarez, 1681.
- (LA) Observationes iuris, Genève, Philippe Gamonet, 1656.
- Opera juridica seu Commentarii in tres posteriores libros Codicis Imp. Justiniani,..., Lugduni, 1734.

### Fonti
- Diccionario histórico ó Biografía universal compendiada, Barcelona: Narciso Oliva, 1830.

### Approfondimenti
- Corts Grau, José, Los Juristas clásicos españoles, Madrid, Editora Nacional, 1848.